# 545 км
545 км — разъезд в Таштагольском районе Кемеровской области. Входит в состав Каларского сельского поселения.

## История
17 декабря 2004 года в соответствии с Законом Кемеровской области № 104-ОЗ посёлок разъезда вошёл в состав образованного Каларского сельского поселения.

## География
Расположен на юге области. Центральная часть населённого пункта расположена на высоте 403 метров над уровнем моря на 545 км жд Юрга-Таштагол.

## Население
| 2010 |
| ---- |
| 61   |

Гендерный состав
По данным Всероссийской переписи населения 2010 года, в разъезде 545 км проживает 61 человек (34 мужчины, 27 женщин).

## Инфраструктура
Остановочный пункт 545 км железнодорожной ветки Юрга-Таштагол.

## Транспорт
Автомобильный и железнодорожный транспорт. Автобус Таштагол-Чугунаш-545 км. О.п 545 (""Болотная"" с 2024 года).